# Jens Cords
Jens Cords (* 21. Juli 1932; † 4. Januar 2024) war ein deutscher Kunstmaler aus Hamburg.

## Lebenslauf
Cords studierte von 1953 bis 1957 an der Hochschule für Bildende Künste Hamburg bei Kurt Kranz, Paul Wunderlich und Willi Titze im Fachbereich Freie Graphik, graphische Techniken. Im Jahr 1956 wurde er Meisterschüler bei Wunderlich und Tietze. 1956 richtete er eine Werkstatt für Kupfertiefdrucke ein. In den Jahren 1959 bis 1963 brach er mit der informellen Malerei und wandte sich zu einer neuen Figuration hin. Er schuf Arbeiten in Öl, Aquarell und Druckgraphik sowie Wandbilder für öffentliche Bauten in Hamburg.

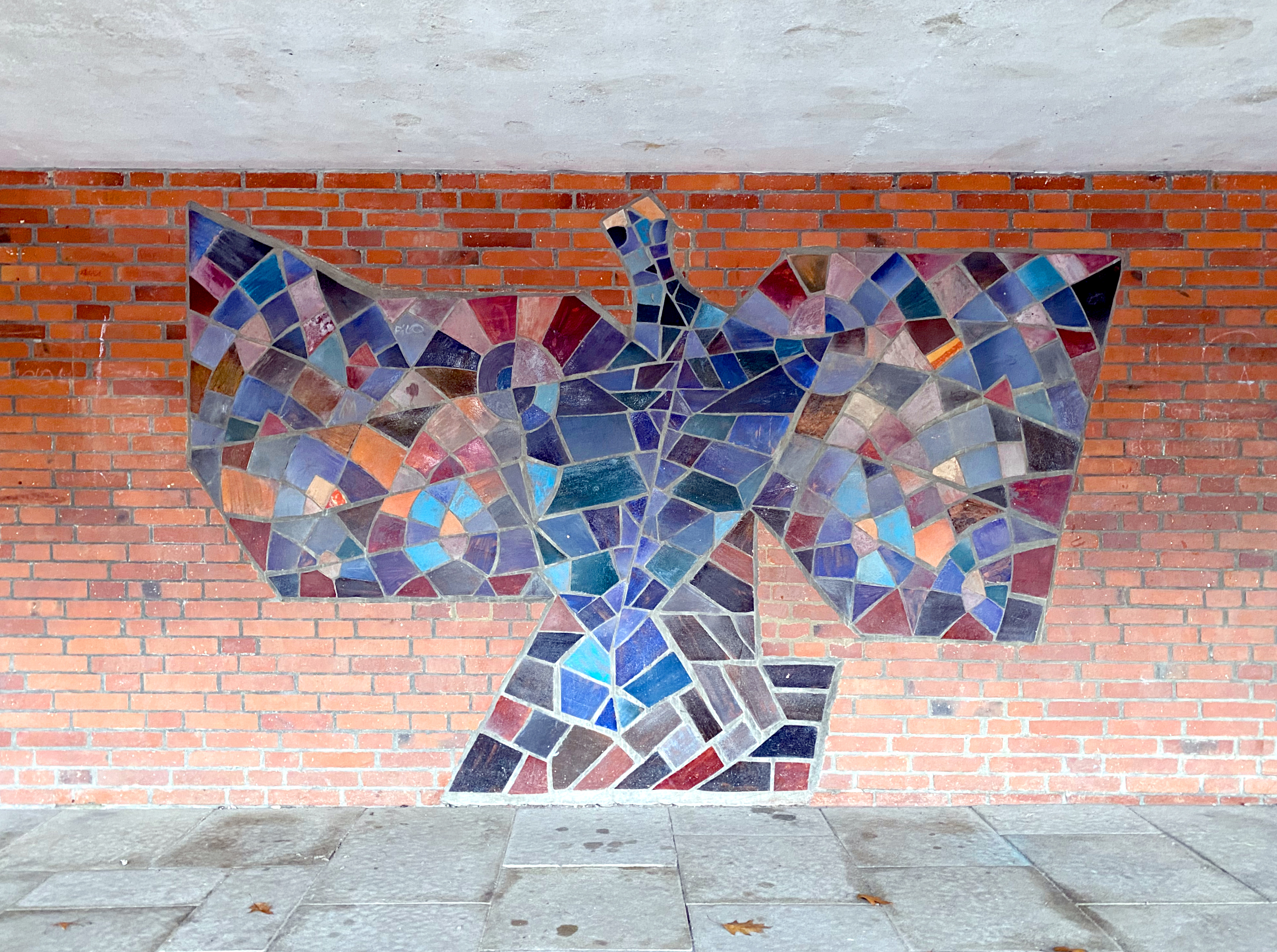
Wandmosaik „Phönix“ (1960) in Hamburg-Eidelstedt

1960 folgte der Eintritt in die „Neue Gruppe Hamburg“. Von 1968 bis 1975 erstellte er Illustrationen für das „Deutsche Allgemeine Sonntagsblatt“. Ab 1963 war er Dozent für Malerei und Graphik an den Volkshochschulen Hamburg und Ahrensburg. Ab 1982 konzentrierte er sich auf Aquarellmalerei mit der Thematik Stillleben-Vanitas.
Seit 2014 lebte Jens Cords mit seiner Frau in einem Heim in Hamburg-Bramfeld. Sein Arbeitszimmer hat der Bürgerverein Rahlstedt ausgestellt. 

## Einzelausstellungen (Auswahl)
- 1957: Worpsweder Kunsthalle
- 1958: Galerie „La Bussola“. Turin
- 1960: Galerie Boisserée, Köln
- 1962: Newcomb Art Gallery, New Orleans
- 1967: Galerie Kettner, Kiel
- 1972: Artoma-Galerie, Hamburg
- 1975: Galleri Unicorn, Kopenhagen
- 1960, 1985: Galerie Boisserée, Köln
- 1983, 1987, 1992: Kunsthaus Lübeck
- 1993: Landesmuseum Oldenburg
- 1997: Schloß Reinbek
- 1999: Galerie Koch, Hannover

## Werke
- Jens Cords: Aquarelle. Otto Heinevetter-Verlag, Hamburg 1984, ISBN 978-3-87474-810-0.